# Charles de Lordat
Pour les articles homonymes, voir Lordat (homonymie).
Marie-Louis-Charles de Lordat, né le 20 août 1829 à Toulouse (Haute-Garonne) et mort le 1er juillet 1908 à Bram, est un homme politique français.

## Biographie
Capitaine de cavalerie, propriétaire terrien, il est député de l'Aude de 1877 à 1878. Fidèle soutien de Philippe VIII d'Orléans, il est élu comme conservateur-monarchiste, le 11 octobre 1877, à la suite de la crise du 16 mai 1877 (IIe législature de la Troisième République française). Il est invalidé avec 70 autres députés, par la Chambre, qui vérifie elle-même ses pouvoirs, sous prétexte de pressions cléricales ou politiques et battu lors de l'élection partielle qui suit le 7 avril par Eugène Mir (5850 voix obtenues contre 5907). Se représentant le 22 septembre 1889, il est battu de nouveau par Eugène Mir. Il sera également trois fois maire de Bram et conseiller général du canton de Fanjeaux.
Le marquis, Charles de Lordat, fut mainteneur de l'académie des Jeux Floraux (au fauteuil n°15). Il avait épousé en 1851, Marie Pauline Thérése de Pins, fille du comte de Pins et de Mathilde de Riquet de Caraman. Leur fille Louise (1852-1914) était marié à Alexandre-Louis-Albert-Charles de Bancalis de Maurel d'Aragon.
Il repose au cimetière de Bram. Sur le fronton du caveau, à gauche est sculptée une vue des ruines du château de Lordat situé en Ariège (démantelé sur l'ordre d'Henry IV en 1582) dont une pierre prélevée sur place est insérée dans la maçonnerie à l'arrière du monument funéraire. Sur la droite sont représentés les remparts de la Cité de Carcassonne dont cinq membres de sa famille furent gouverneurs de la Cité et de la ville,.
Une rue porte son nom à Bram où sa famille fit construire un château au XVIIIe siècle,,.
Le centre de soins médicaux et de réadaptation de Castelnaudary, porte le nom de sa famille qui est éteint.

## Détail des fonctions et des mandats

### Mandat nationaux
- Député de l'Aude de 1877 à 1878.

### Mandats locaux
- Maire de Bram de 1868 à 1870, de 1871 à 1876 et de 1884 à 1888.
- Conseiller général du canton de Fanjeaux de 1870 à 1871 et de 1874 à 1880.

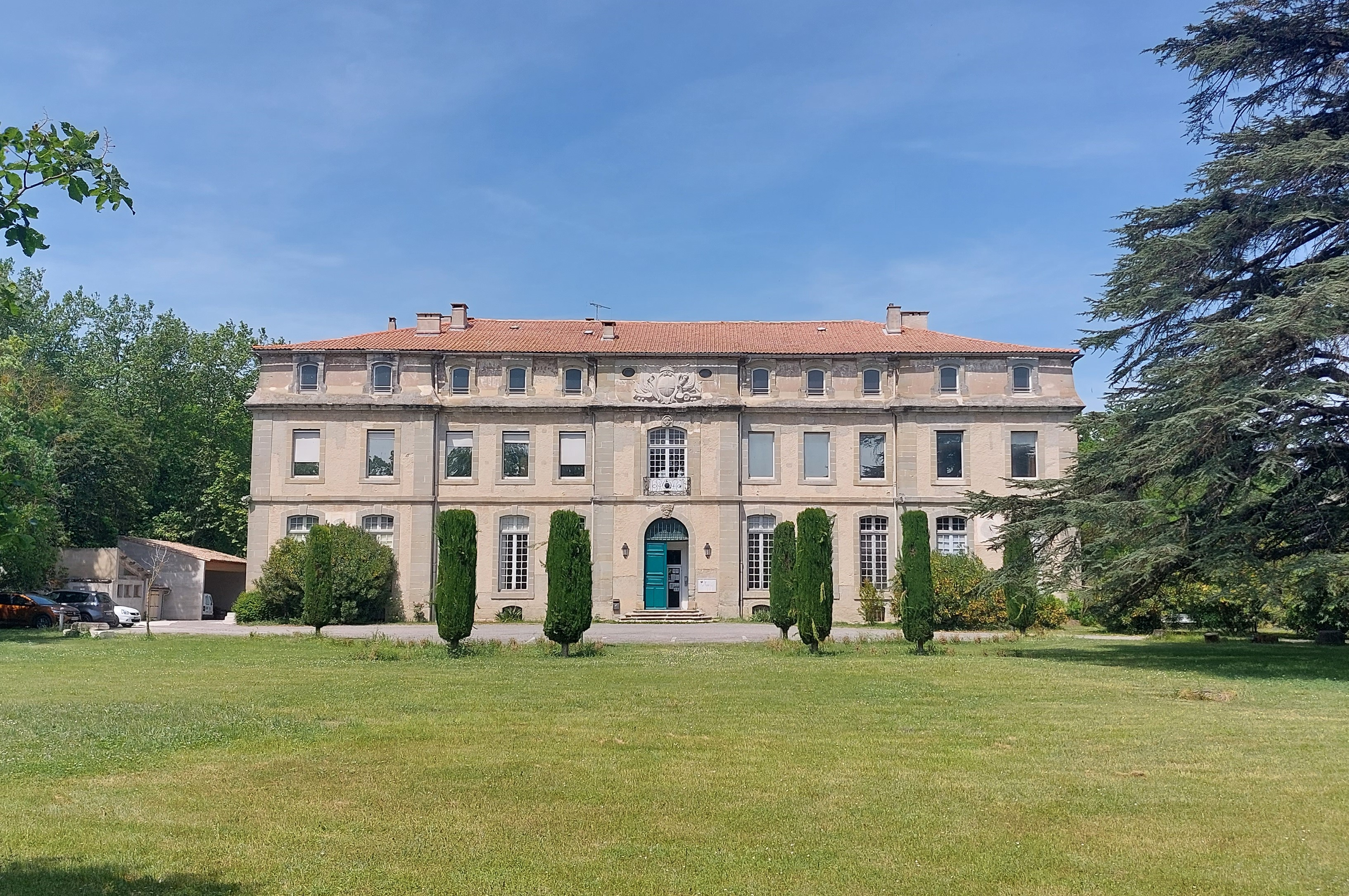
L'ancien château de la famille de Lordat à Bram, qui porte toujours leur nom.
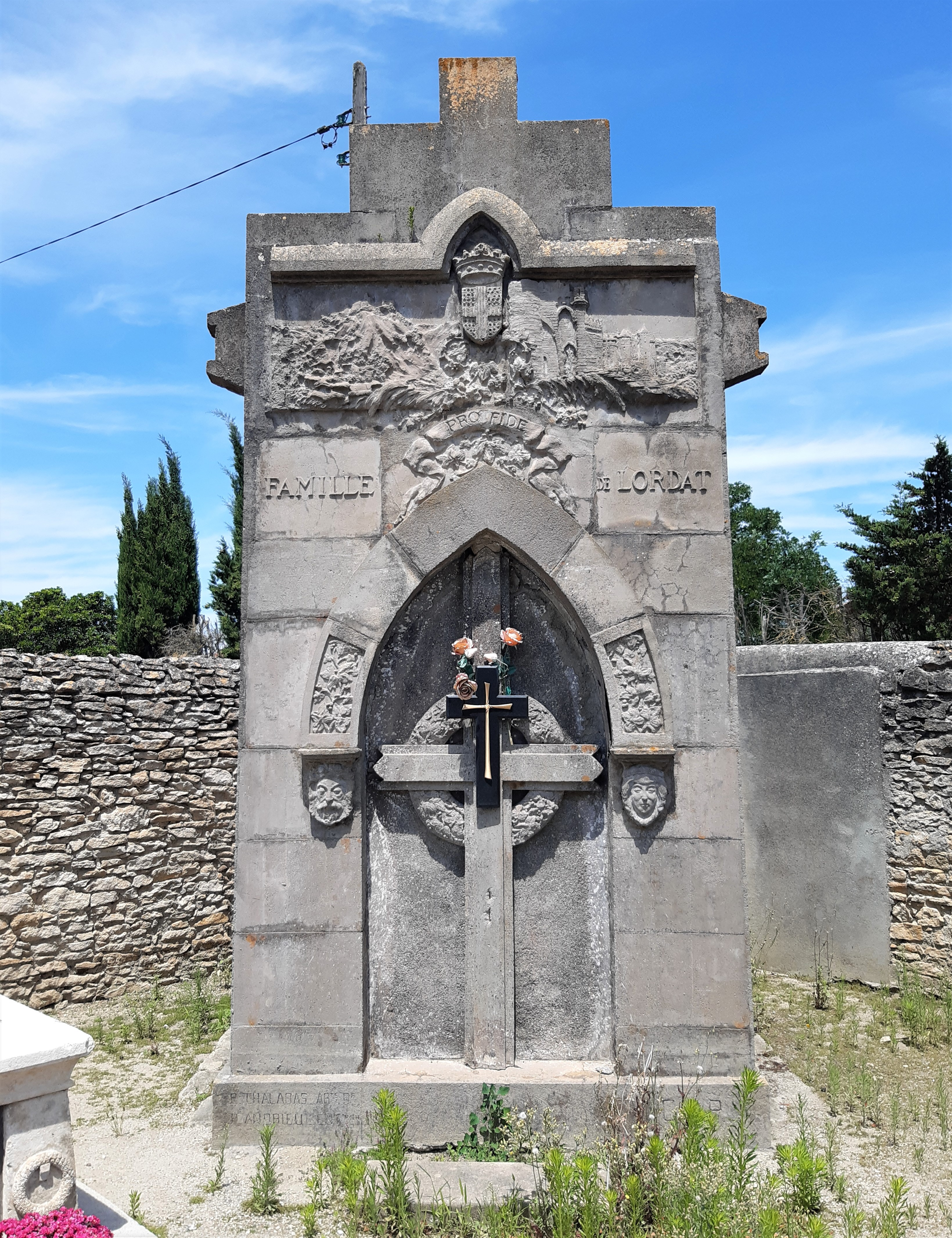
Le caveau de la famille Lordat, situé au cimetière de Bram.
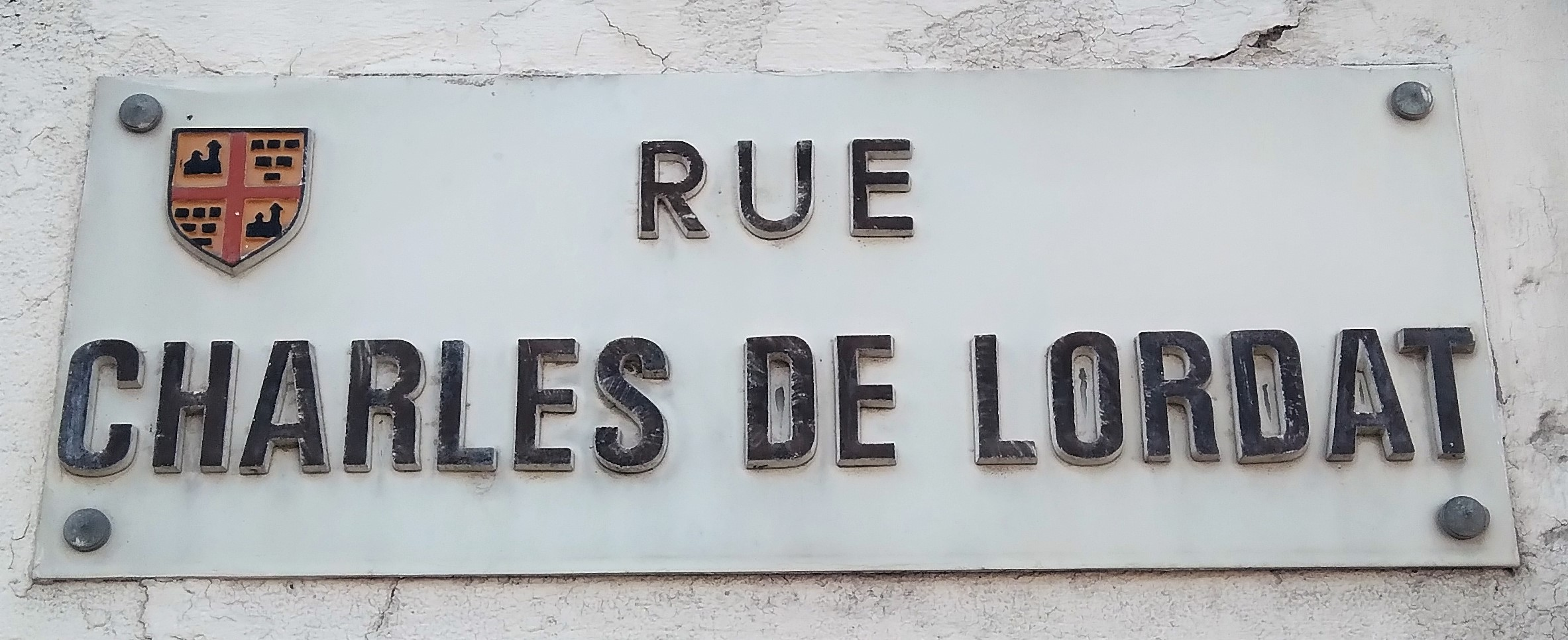
Plaque de rue à Bram au nom de Charles de Lordat.

### Publication
- Chanoine Charpentier, Charles de Lordat « Un Page de Louis XV. Lettres à son oncle Louis, Comte de Lordat, Baron de Bram, brigadier des armées du Roi. (1740-1747) ». 422.p, Éditions Plon, Paris 1908[9].

## Sources